# Геленковский сельский совет (Козовский район)
Геленковский сельский совет (укр. Геленківська сільська рада) — входит в состав
Козовского района
Тернопольской области
Украины.
Административный центр сельского совета находится в 
с. Геленки.

## Населённые пункты совета
- с. Геленки